# ウソツキ皐月は死が視える
『ウソツキ皐月は死が視える』（ウソツキさつきはしがみえる）は、了子による日本の漫画作品。漫画雑誌アプリ『マンガワン』（小学館）では2020年5月20日、漫画配信サイト『裏サンデー』（同）では同年5月27日より連載中。

## あらすじ
クラスメイトに死の宣告をする女子高生、皆月皐月。そのことから周囲からは「ウソ月」というあだ名で呼ばれている。しかし、彼女は嘘つきではなく、彼女の目に視える予知死体によって人が死ぬのが分かっていた。

## 登場人物
皆月 皐月（みなづき さつき）
本作の主人公。高校2年生。16歳。正義感の強い性格。クラスメイトに死の宣告をするため、周囲からは「ウソ月」と呼ばれている。実は24時間以内の死体が視える能力を持っていて、予知死体の状態から死因を調べその人物が死ぬのを防ごうとしている。
小町 こま子（こまち こまこ）
皐月のクラスメイト。温厚な性格。何度か死にそうになるが、皐月によって助けられる。美帆にいじめられているが、何事もないように生活している。
椎名 美帆（しいな みほ）
皐月のクラスメイト。星型の髪留めをつけている。こま子と友達のように振舞っているが陰でいじめている。死にそうになったところを予知した皐月によって助けられ、また他の人間を助ける様子を見て皐月の能力に気付く。
亜塔 明（あとう あきら）
皐月のクラスメイト。男勝りな性格。料理が上手。実の父から虐待を受けており、殺そうとするが皐月に止められる。その後、皐月の予知死体のことを知り、皐月と友達になる。我が身の安全や立場を顧みず予知した死を防ごうとする皐月を危ぶみ、協力していくようになる。

## 作風
本作は「生きることにとことん真摯な、孤独な女の子の奮闘」をモチーフにしている。前作の『死にあるき』では「死者」と「生者」のそれぞれの視点が執筆された。前作で描いた「死ぬことはそんなに大したことじゃない」というメッセージとは異なり、本作では目の前で誰も死なないよう、「他人を助けるために奔走」するストーリーが描かれている。

## 書誌情報
- 了子『ウソツキ皐月は死が視える』 小学館〈裏少年サンデーコミックス〉、既刊7巻（2023年11月17日現在）
  1. 2020年11月12日発売[3][1]、ISBN 978-4-09-850329-2
  2. 2021年4月12日発売[4]、ISBN 978-4-09-850505-0
  3. 2021年9月9日発売[5]、ISBN 978-4-09-850700-9
  4. 2022年3月18日発売[6]、ISBN 978-4-09-851033-7
  5. 2022年9月16日発売[7]、ISBN 978-4-09-851284-3
  6. 2023年4月18日発売[8]、ISBN 978-4-09-852014-5
  7. 2023年11月17日発売[9]、ISBN 978-4-09-852897-4